# 恰乌达格拉姆乌帕齐拉
恰乌达格拉姆是孟加拉国的一个乌帕齐拉，位于吉大港專區的庫米拉縣。该地共57435户人家，总面积268.48平方千米。